# Nula
 Ovo je glavno značenje pojma Nula. Za druga značenja pogledajte Nula (razdvojba).
Nula je jedini realni broj koji nije ni pozitivan ni negativan.
Pri zbrajanju je neutralan element. Budući da je broj nula kardinalnost praznog skupa, ovisno o definiciji dopunjuje i skup prirodnih brojeva.
U skupu cijelih brojeva nula slijedi minus jedan, a prethodnik je broja jedan. 
Nula je parni broj.

## Povijest
Nula se u početku nije pojavila kao brojevna vrijednost, već kao znamenka, i to kao posljedica pojave pozicijskih brojevnih sustava. 
Za razliku od npr. antičkog Rima (i rimskih brojeva) neke od starih civilizacija koristile su pozicijske brojevne sustave u kojem pozicija svake znamenke određuje njoj pripisanu brojevnu vrijednost. Tako se u Babilonu pozicijski brojevni sustav s bazom 60 koristi još od 19. stoljeća pr. n. e., Maje koriste pozicijski sustav s bazom 20, dok u Indiji pronalazimo dekadski sustav s deset znamenaka.
Iako u početku koncept nule kao broja nije bio poznat, sve su te kulture vremenom razvile način upotrebe nule kao znamenke. Naime, bez nule kao znamenke nije moguće razlikovati primjerice brojeve 23 i 203. Babilonci su tu razliku tijekom tisuću godina prepuštali kontekstu u kojemu se broj koristio, prije nego što uvode oznaku za prazno pozicijsko mjesto (dva gornja zareza). Maje su vremenom praznu poziciju počeli obilježavati simbolom školjke, dok se u indijskom brojevnom sustavu, preteči današnjeg dekadskog sustava, prazna pozicija počela obilježavati znakom sličnim današnjoj nuli.
Prijelaz s nule kao znamenke na nulu kao broj nije lagan. Brojevi su se razvili kao način obilježavanja količine neke skupine predmeta. Što brojiti ako nema predmeta? I što bi u tom kontekstu trebali predstavljati negativni brojevi? Tek oko 650 godine, Indijci počinju razvijati koncept nule kao broja. Tako u spisima Brahmagupta, Mahavira i Bhaskara pronalazimo opise interakcije nule (i negativnih brojeva) s ostalim brojevima kroz operacije zbrajanja, oduzimanja, množenja i dijeljenja. Kao izuzetno postignuće treba izdvojiti razmatranja problema dijeljenja s nulom, te prve rasprave o matematičkom konceptu beskonačnosti.
U 12. i 13. stoljeću indijska koncepcija brojevnog sustava i nule kao broja širi se na zapad do Arapskih zemalja, ali i na istok u Kinu, koji dodatno proširuju znanje o operacijama s nulom i negativnim brojevima. Preko arapskih prijevoda i spisa, nula konačno dolazi i u Europu, kada Fibonacci u svom djelu Liber Abaci opisuje indijske znamenke i nulu. Pa ipak,  Fibonacci nema dovoljno hrabrosti za tretiranje nule na jednak način kao i ostale znamenke / brojeve. Zapadnoj civilizaciji je trebalo još dugo vremena da prihvati nulu kao znamenku i kao broj. Čak tristo godina nakon Fibonaccijevog djela, Cardan rješava kubnu jednadžbu bez upotrebe nule, a koncept nule i negativnih brojeva u Europsku matematiku ulazi sporo i s velikim otporima.

## Podrijetlo pojma
Naziv dolazi od latinske riječi nullus (="niti jedan", "ništa").